# 윌리엄 H. 프라이어 주니어
윌리엄 H. "빌" 프라이어(영어: William Holcombe "Bill" Pryor Jr., 1962년 4월 26일 ~ )는 미국 공화당 소속의 정치인이다. 앨라배마 하원의원을 지냈으며 현 하원 원내총무 자리에 있다.